# Протитанкова рушниця

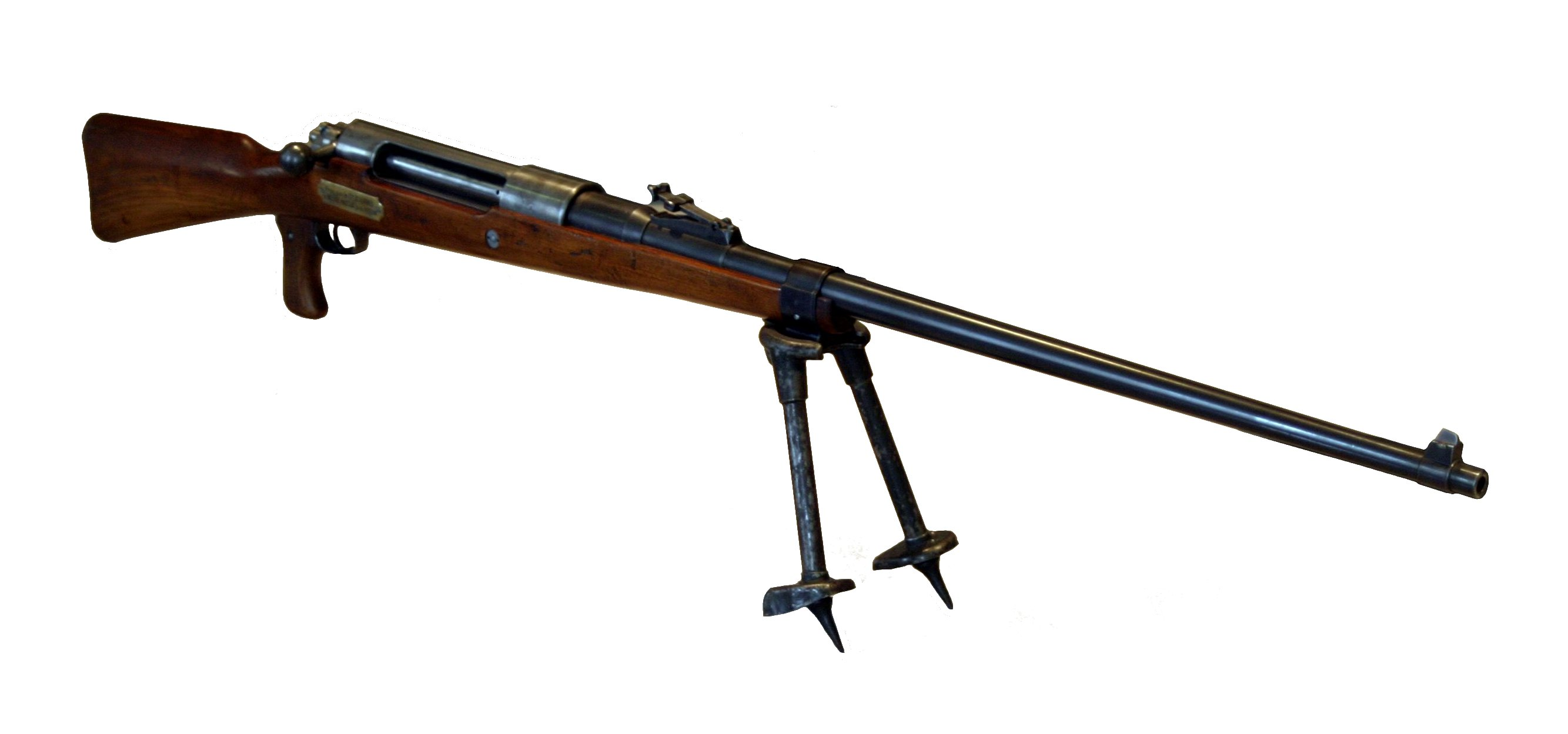
Німецька протитанкова рушниця Танкгевер M1918

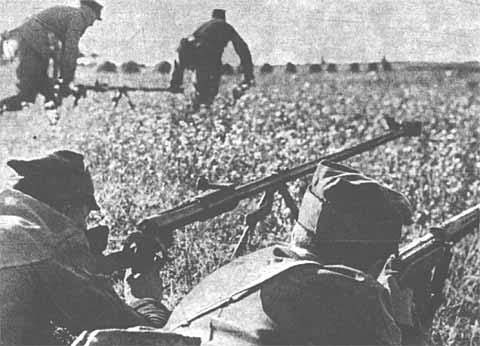
ПТРД

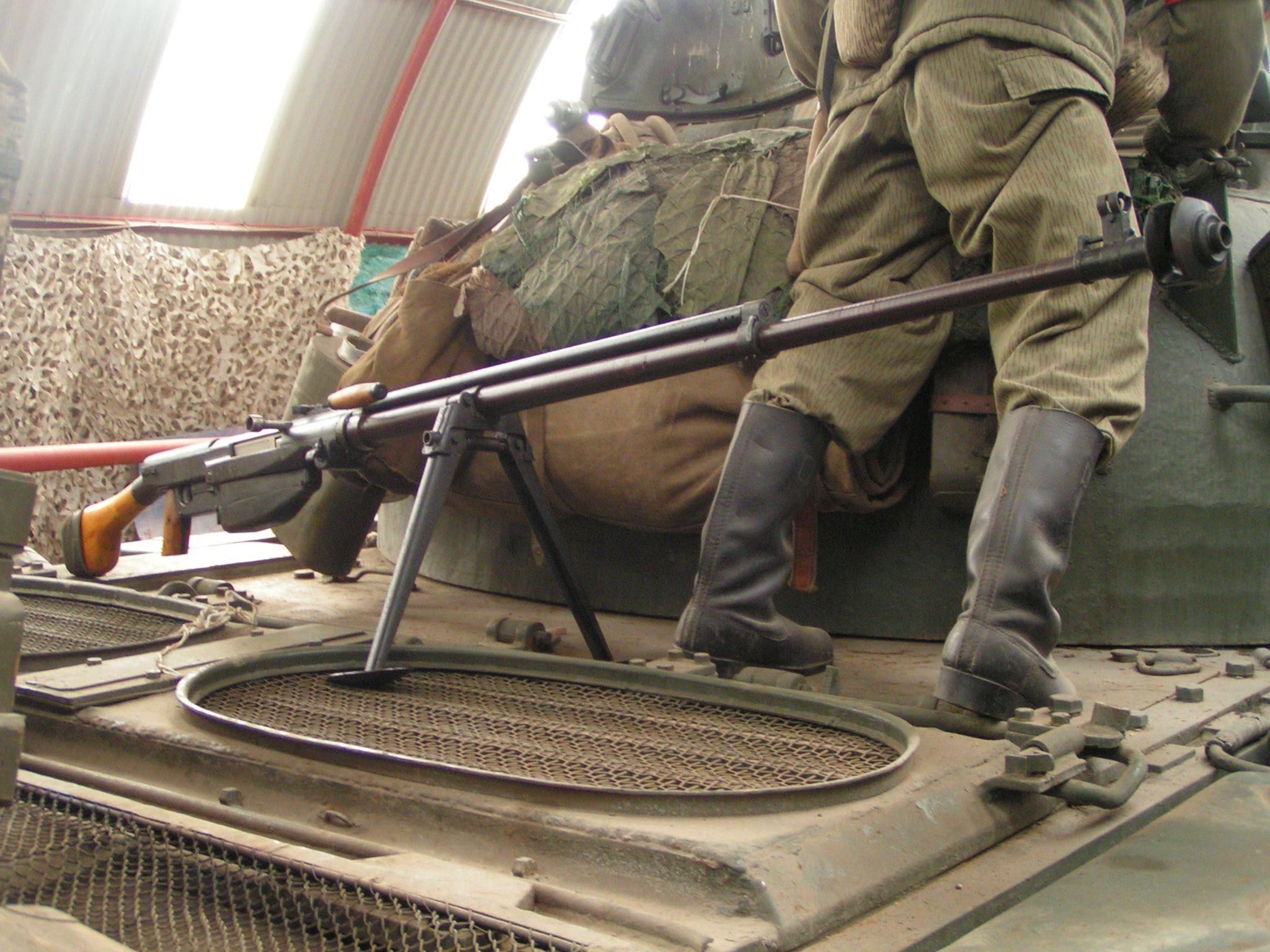
ПТРС

Протита́нкова рушни́ця (ПТР) — вогнепальна ручна зброя, що характеризується високою початковою швидкістю та великою дульною енергією кулі призначена для ураження бронетанкової техніки противника. Зазвичай, протитанкові рушниці мають калібр більше, ніж в звичайної стрілецької зброї (в ПТРД і ПТРС — 14,5 мм), і довгий ствол.
Бронепробивність протитанкових рушниць (до 30 мм броні) дозволяла їм боротися з легкоброньованими цілями. Деякі види зброї, що класифікувалися як протитанкові рушниці, мали відносно велику вагу і фактично конструктивно були малокаліберними протитанковими гарматами (зокрема німецька 2,8/2 cm s.Pz.B.41 періоду Другої світової війни).

## Історія

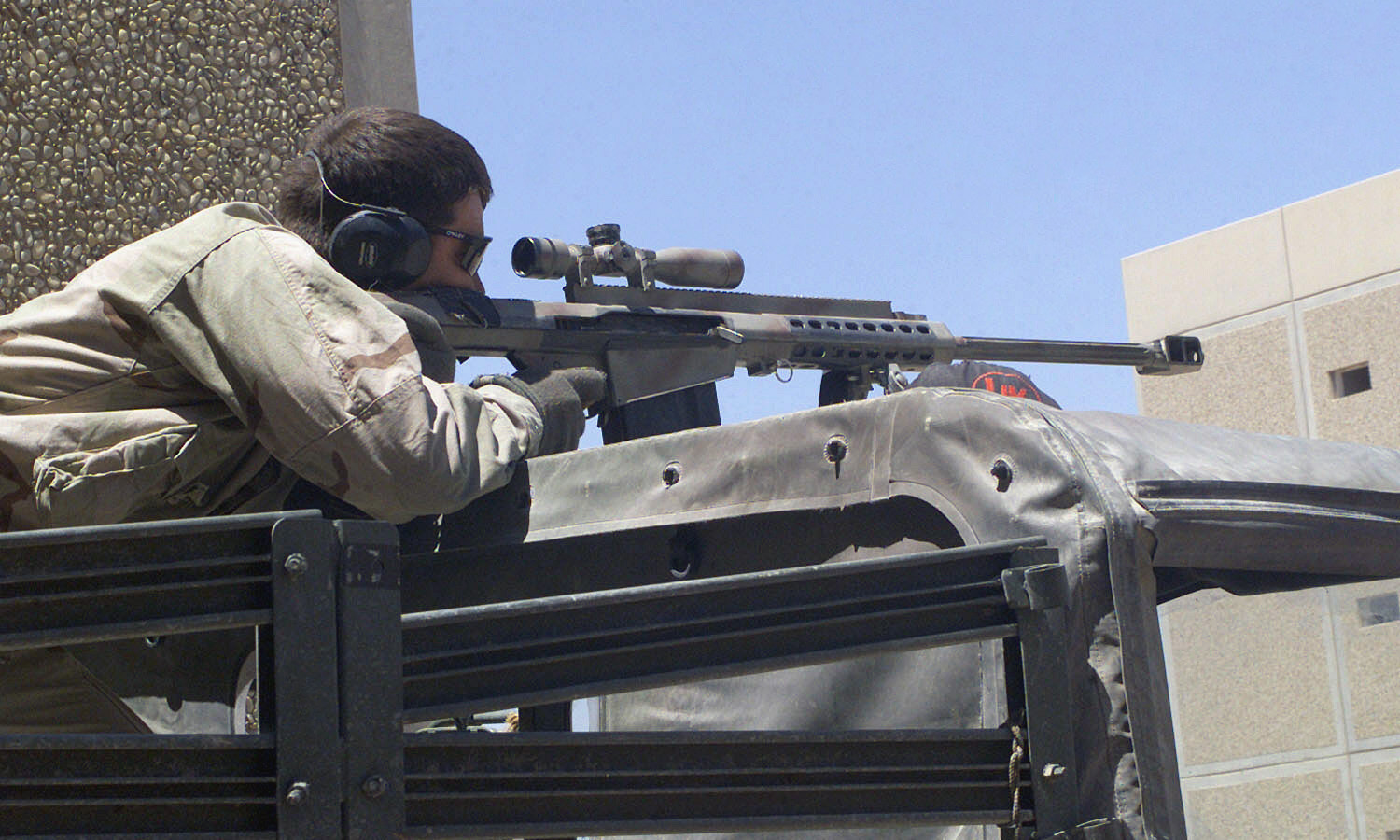
Американська великокаліберна снайперська рушниця Barrett 0.50 Light Fifty Model 82A1

Найперша протитанкова зброя, яка застосовувалася проти танків — німецька протитанкова рушниця — Mauser Tankgewehr M1918. Використовувалися наприкінці Першої світової війни проти англійських і французьких танків. Ці рушниці продемонстрували украй низьку ефективність — з її використанням було знищено лише 7 французьких танків. Відносній простоті виготовлення ПТР, рухливості обслуги і зручності маскування вогневої точки відповідають так само і низька ефективність цього типу зброї.

## Набої

### Порівняння деяких зразків
В таблицях нижче представлені порівняльні дані відомих протитанкових рушниць та набоїв до них.
| Калібр         | Діаметр фланцю, мм | Діаметр гільзи, мм | Маса кулі, г | Дулова швидкість, м/c | Дулова енергія, Дж | Зброя                       |
| -------------- | ------------------ | ------------------ | ------------ | --------------------- | ------------------ | --------------------------- |
| 7,92×87 мм     | 13,4               | 13,4               | ?            | ?                     | ?                  | Spanish ATR                 |
| 7,92×94 мм     | 20,9               | 21,1               | 14,3         | 1210                  | 10 500             | PzB M.SS.41                 |
| 7,92×107 мм    | 16,4               | 16,5               | 12,8         | 1220                  | 9500               | Maroszek Kb Ur wz.35/PzB 35 |
| 12,7×108 мм    | 21,8               | 21,8               | 52           | 860                   | 19 200             | ПТР Шолохова                |
| 13,25×92 мм SR | 23,1               | 20,9               | 52           | 770                   | 15 400             | Mauser M.1918               |
| 13,9×99 мм B   | 20,3               | 20,4               | 47,6         | 884                   | 18 600             | .55 Boys                    |
| 14,5×114 мм    | 26,9               | 26,9               | 64           | 1000                  | 320000             | ПТРД, ПТРС                  |
| 15,2×114 мм    | 29,5               | 29,2               | 76,5         | 1100                  | 46 000             | .60 T1E1                    |

| Калібр       | Діаметр фланцю, мм | Діаметр гільзи, мм | Маса кулі, г | Дулова швидкість, м/c | Дулова енергія, Дж | Зброя               |
| ------------ | ------------------ | ------------------ | ------------ | --------------------- | ------------------ | ------------------- |
| 20×72 мм RB  | 19,0               | 21,9               | 128          | 600                   | 23 000             | Oe SSG              |
| 20×105 мм B  | 25,0               | 25,0               | 140          | 730                   | 37 000             | Solothurn S-18/100  |
| 20×110 мм RB | 21,9               | 24,9               | 122          | 830                   | 42 000             | Oerlikon SSG36      |
| 20×120 мм    | 28,9               | 29,0               | 154          | 780                   | 47 000             | Madsen              |
| 20×125 мм    | 28,5               | 28,7               | 162          | 790                   | 50 000             | Type 97             |
| 20×138 мм B  | 27,0               | 27,0               | 147          | 795                   | 47 000             | S18-1000, Lahti L39 |
| 20×145 мм R  | 29,5               | 25,4               | 145          | 815                   | 48 000             | Bofors m/40         |
| 20×180 мм R  | 47,9               | 42,6               | 108          | 950                   | 49 000             | CarlGustav m/42     |
| 24×139 мм    | 31,4               | 32,0               | 225          | 900                   | 91 000             | Tb 41               |